# Mauna Kea
Mauna Kea je neaktivni (speči) ognjenik na Havajskih otokih. Nadmorska višina Mauna Kee znaša 4207 m, vendar je velik del ognjenika pod nivojem morja. Če merimo višino od baze (dna oceana) je visoka 10100 m - kar je svetovni rekord. Za primerjavo se 8848 metrov visok Mount Everest dviga samo okrog 3650 - 4650 metrov nad bazo. 

Mauna Kea je ena izmed najbolj idealnih lokacij za astronomsko opazovanje. Atmosfera nad ognjenikom je zelo suha, kar je idealno za infrardeče in podmilimetrsko (submilimetrsko) opazovanje. Atmosfera je zelo stabilna in tudi ni svetlobnega onesnaženja. 
Veliki teleskopi na Mauna Kei:
- Caltech Submillimeter Observatory (CSO): Caltech
- Kanadsko-francoski Havajski teleskop (CFHT):
- Gemini North Telescope:
- Infrared Telescope Facility (IRTF):
- James Clerk Maxwell Telescope (JCMT):
- Subaru Teleskop:
- Sub-Millimeter Array (SMA):
- United Kingdom Infrared Telescope (UKIRT):
- UH88 teleskop (UH88):
- UH24 teleskop (Hoku Kea):
- En sprejemnik od Very Long Baseline Array (VLBA):
- W. M. Keck Observatory: